# Г. Стенли Хол
Грандвил Стенли Хол (енгл. Granville Stanley Hall; Ешфилд, 1. фебруар 1846 − 24. април 1924) био је амерички психолог и педагог, пионир у својим областима. Првенствено га је занимао развој детињства и теорија еволуције. Хол је био први председник Америчког удружења психолога и први председник Универзитета Кларк. Истраживање прегледа опште психологије, објављено 2002. године, сврстало је Хола на 72. место листе најпожељнијих психолога 20. века, које је поделио с Луисом Терманом.

## Биографија

### Детињство
Рођен је у Aшфиелд-у, Масачусетс. Одрастао је на фарми са својим родитељима. Током детињства је много времена проводио читајући и искориштавајући образовне предности које је могао да стекне од својих родитеља и од локалних школа. У младости су га занимале животиње и телесне вештине. Са 16 година почео је да подучава друге студенте, од којих је већина била старија од њега.

### Учитељ
Хол је похађао семинар у Вилистону и дипломирао је на колеџу Вилиамс 1867. године, а затим студирао на Савезу теолошког семинара. Инспирисан Принципима физиолошке психологије Вилхелма Вунта, Хол је похађао докторске студије на универзитету Харвард где је упознао Вилијама Џејмса, ванредног професора који је управо предавао први курс психологије у земљи. Хол је 1878. стекао први докторат из психологије додељен у Америци. Након што је Хол стекао докторат, није било доступних академских послова из психологије, па је отишао у Европу да студира на Хумболтовом универзитету у Берлину, а 1879. провео је кратко време у Вунтовој лабораторији у Лајпцигу.
Каријеру је започео предавањем енглеског језика и филозофије на Антиохија колеџ у Јелоу Спрингс у Охају, а потом предаје историју филозофије на Универзитету Џонс Хопкинс у Масачусетсу. Након успешне серије предавања на Харварду и Универзитету Џонс Хопкинс, Хол је обезбедио место на одељењу за филозофију на Џонсу Хопкинсу, предајући психологију и педагогију. Остао је на Џонс Хопкинсу од 1882. до 1888. године, а 1883. године започео је оно што неки сматрају првом формалном америчком лабораторијом психологије. Тамо се Хол жестоко успротивио наглашавању предавања традиционалних предмета, на пример латинског, математике, науке и историје, у средњој школи, тврдећи да би средња школа требало више да се фокусира на образовање адолесцената него на припрему студената за факултет.
Хол је изабран за члана Америчког антикварског друштва 1888. године.

### Нова дисциплина психологије
Године 1887. Хол је основао Амерички часопис за психологију, а 1892. године постављен је за првог председника Америчког удружења психолога. 1889. године проглашен је првим председником Универзитета Кларк, функцијом коју је обављао до 1920. Током своје 31 године на месту председника, Хол је остао интелектуално активан. Имао је кључну улогу у развоју образовне психологије и покушао је да одреди утицај који адолесценција има на образовање. Такође је био одговоран за позивање Зигмунда Фројда и Карла Јунга да посете и предају 1909. године на конференцији Кларк. Хол и Фројд су делили иста уверења о сексу и адолесценцији. Хол је обећао Фројду почасну диплому са Универзитета Кларк. Ово је била Фројдова прва и једина посета Америци. Била је то највећа конференција одржана на Универзитету Кларк. Била је то најспорнија конференција јер је Фројдово истраживање засновано на теоријама које су Холове колеге критиковале као ненаучне.
Године 1888, када је на Универзитету Џонс Хопкинс изабран за председника Кларка, 44-годишњи Хол већ је био на добром путу да угледа у тада растуће поље психологије. Његово оснивање експерименталних лабораторија у Џонс Хопкинс-у, прва у тој дисциплини, брзо је постала мера потпуно модерног одељења за психологију. Током својих 32 године као председник учитеља у Кларку, имао је утицај на будући облик поља психологије.
Оно што је неке привукло Холу и његове идеје, а друге отуђило, биле су његове склоности „човека музике“. Био је покретач, у правом смислу речи. Хол је могао да „приреди забаву", као што је то чинио са ванредним слављима 1899. и 1909. године, поводом 10. и 20. годишњице отварања Универзитета Кларк. Учинио је то са неуспоредивим смислом за одважност - позивајући главне личности на неконвенционалне, непопуларне или чак скандалозне идеје, а затим их промовише штампом. Чинило се да увек оснива нове часописе или научна удружења која би ширила његове идеје и ставове научника чија је перспектива била у складу са његовом. Међу његовим креацијама били су надалеко цењени Амерички часопис за психологију и Америчко психолошко удружење. Такође је помогао у оснивању Удружења америчких универзитета. Рос је Хола описао као новинара, предузетника и проповедника.
1917. Хол је објавио књигу о религиозној психологији, Исус Христ у светлу психологије. Књига је написана у два дела како би се дефинисао Исус Христ у психолошком погледу. Хол је детаљно расправљао о свему што је написано о Христу, и о вероватним менталним механизмима Христа и о свима који су веровали у њега и писали о њему. Анализира митове, магију итд. изграђене о имену и животу Христа. Он сецира поређења и расправља о чудима, смрти и Исусовом васкрсењу. Настоји да смањи све могуће изразе или трендове које проналази у Исусу и његовим следбеницима свести на њихово генетско порекло, а уз помоћ ове компаративне психологије, посебно знања о антропологији и тенденцијама у детињству, он ту и тамо указује на неке универзалне трендове који су у дну свега. Ово је био његов најмање успешан рад. 1922. у 78. години објавио је књигу Биолошко старење.
Дарвинова теорија еволуције и теорија рекапитулације Ернста Хекела били су велики утицаји на Холову каријеру. Ове идеје су натерале Хола да испита аспекте дечијег развоја како би научио о наслеђивању понашања. Субјективни карактер ових студија онемогућио је њихово потврђивање. Веровао је да, како се деца развијају, њихове менталне способности подсећају на њихове претке и тако се током живота развијају на исти начин као што се врсте развијају током еона. Хол је веровао да би се процес рекапитулације могао убрзати кроз образовање и приморати децу да у краћем временском размаку достигну савремене менталне способности. Његов рад је такође уронио у контроверзне приказе разлика између жена и мушкараца, као и концепт расне еугенике. Иако је Хол био заговорник расне еугенике, његова становишта била су мање строга у погледу стварања и одржавања различитих раздвајања између раса. Веровао да ће „нижим расама“ пружити шансу да прихвате и прилагоде се „супериорној белој цивилизацији“. Хол је чак похвалио високо рангиране Афроамериканце у друштву као „изузетак смањеног еволуцијског наслеђа Негра“. Цивилизацију је посматрао на сличан начин као и биолошки развој. Људи морају дозволити цивилизацији да „води своју природну еволуцију“. Хол је видео оне које нису прихватили супериорну цивилизацију као примитивне и састоје се од дивљака. Он је те цивилизације посматрао на сличан начин као и деца, тврдећи да су „њихове грешке и њихове врлине деце и младости". Веровао је да дечаке и девојчице треба раздвојити у властитим школама током пубертета јер им то омогућава да могу расти у свом властитом роду. Жене би се могле образовати с мајчинством на уму, а мушкарци би могли бити образовани у више практичних пројеката, помажући им да постану вође својих домова. Хол је веровао да школе с оба пола ограничавају начин на који могу учити и омекшале дечаке раније него што би требало да буду. „То је период равнотеже, али с почетком пубертета равнотежа је поремећена и настају нове тенденције. Промене у репродуктивним органима се дешавају и стварају секундарне сексуалне карактеристике. Екстроверзија полако уступа интроверзију, а дефинитивно почињу социјални нагони да играју све већу улогу."
На Хола је утицао и Жан Батист Ламарк и његова теорија еволуције. Хол је сматрао да је преношење сећања са родитеља на потомство веродостојан начин наслеђивања.

### Аномалистичка психологија
Хол је био један од чланова оснивача и потпредседник Америчког друштва за психичка истраживања. Рани чланови друштва били су скептични према паранормалним појавама. Хол је преузео психолошки приступ психичким појавама. До 1890. године дао је оставку из друштва. Постао је отворени критичар парапсихологије.
Хол је био рани психолог на пољу аномалистичке психологије. Он и његов асистент Ејми Танер са Универзитета Кларк били су запажени откривачи спиритизма и на медијумима су вршили психолошка и физиолошка испитивања. Танер је објавила Студије у спиритизму (1910) са Холовим уводом. У књизи су документовани тестови које су извели Хол и Танер на седницама одржаној у медију Леоноре Пајпер. Хол и Танер су тестовима доказали да су Пајпеовер личности фиктивне креације, а не да обесхрабрују духове.

### Друштвени погледи
Хол је био дубоко везан за немачки Националистички покрет, анти-индивидуалистичког и ауторитарног романтизма у којем се појединац растопио у трансценденталном колективу. Хол је веровао да су људи по природи неразумни и инстинктивни, захтевајући од харизматичног вође да манипулише својим стадинским нагонима за добробит друштва. Предвиђао је да ће амерички нагласак на индивидуалном људском праву и достојанству довести до пада који је аналогио потонућу Атлантиде.
Хол је био један од оснивача покрета за учење детета 1880-их. Национална мрежа студијских група под називом Хол Клубови постојала је ради ширења његовог учења. Данас је популарно познат по надгледању студије О посебној и изузетној деци из 1896. године, која је описала низ само дечјих ексцентрика као трајне несташице. Деценијама су академици и колумнисти са саветима подједнако ширили његов закључак да се од једног детета не може очекивати да прође кроз живот са истим способностима прилагођавања као и браћа и сестре. „Бити само дете је само по себи болест", тврдио је.
Хол је тврдио да развој деце рекапитулише његову високо рационализовану концепцију историје еволуционог развоја човека. Окарактерисао је пред-адолесцентну децу као дивљаке и стога рационализовао да је резоновање губљење времена са децом. Веровао је да децу једноставно треба водити да се боје Бога, воле земљу и развијају снажно тело. Док дете спали остатке зла у својој природи, потребна му је добра доза ауторитарне дисциплине, укључујући телесно кажњавање. Веровао је да адолесценте карактеришу више алтруистичке природе него пред-адолесценти и да би средње школе требало да индоктринирају ученике у несебичним идеалима служења, патриотизма, телесне културе, војне дисциплине, љубави према ауторитету, страхопоштовања према природи и преданости држави и благостање других. Хол се доследно свађао против интелектуалног постигнућа на свим нивоима јавног образовања. Отворена дискусија и критичка мишљења нису смели да се толеришу. Студентима је била потребна индоктринација да би их спасили од индивидуализма који је био толико штетан за напредак америчке културе.
Хол је популаризовао фразу „олуја и стрес" у односу на адолесценцију, узет из немачког покрета Штурм унд дранг. Његов колега Вилијам Бернам објавио је ову фразу у вези са адолесценцијом у чланку из 1889. под називом „Економија у интелектуалном раду“. Три кључна аспекта концепта су сукоб с родитељима, поремећаји расположења и ризично понашање. Као што је касније случај са делом Лава Виготског и Жан Пијажеа јавно интересовање за ову фразу, као и за Холову улогу, је избледело. Недавна истраживања довела су до преиспитивања фразе и њеног означавања. У своја три аспекта, новији докази подржавају олују и стрес, али само када су модификовани да би се узеле у обзир појединачне разлике и културолошке варијације. Тренутно психолози не прихватају олују и стрес као универзални, али признају могућност у кратком пролазу. Нису сви адолесценти изложени олуји и стресу, али олуја и стрес су вероватнији током адолесценције него у другим узрастима.
Хол није имао симпатије према сиромашнима, болеснима или онима са развојним разликама или инвалидитетом. Чврсти верник у селективни одгој и присилну стерилизацију, веровао је да свако поштовање или доброчинство према онима које он сматра физички, емоционално или интелектуално слабим или „неисправним" једноставно омета кретање природне селекције према развоју супер-расе.
Главне књиге Хола биле су Адолесценција: њена психологија и њени односи према физиологији, Антропологија, Социологија, Секс, Злочин и религија (1904) и Аспекти дечијег живота и образовања (1921). У својој књизи Адолесценција, која је била заснована на резултатима покрета за проучавање детета, Хол је описао свој психолошки систем (који је назвао „генетска психологија") и еволутивне користи развоја од материце до адолесценције. Књига обухвата шест дела: биолошко и антрополошко становиште, медицинско становиште, здравље и његови тестови, неискреност образованих жена, плодност образованих жена и образовање. Хол се надао да ће ова књига постати водич за наставнике и социјалне раднике у образовном систему. Његов најдиректнији утицај на обликовање нашег погледа на човечанство произашао је из његових теорија о адолесценцији.
Године 1904, Хол је објавио Адолесценција: њена психологија и њени односи према физиологији, Антропологија, Социологија, Секс, Зло, Религија и Образовање. У овој двотомној студији, заснованој на идеји да развој детета рекапитулише еволуцију човека, Хол је преузео разна питања и синтетизовао стипендије из широког спектра дисциплина. Након одласка у пензију 1920. године, Хол је написао попратни зборник о старењу. Овај важан извештај означен је као „пророчки“ у препознавању надолазеће „кризе старења“ у 20. веку, у којој су дужи животни век, сужавање породичних улога и протеривање из радне снаге у комбинацији да драматично изолују старије и ограниче њихово активно учешће у јавном животу. Хол се успротивио овом процесу, тврдећи да мудрост коју старост даје значи да старије особе имају вредан и креативан допринос друштву. Ипак, стигма старења значила је да су многи уместо тога били укључени у безумне потраге за младима, покушавајући да избегну да буду искључени из пуног учешћа у својим заједницама. У закључку књиге Хол је изразио опипљив осећај личног беса против овог облика дискриминације. Његов узбуркан позив на боље разумевање процеса старења предвидео је развој геронтологије, а његова критика маргинализације старих особа и дан данас одјекује.
Хол је био прелазна фигура између викторијанског конзервативизма и модернизма са почетка 20. века - одражавајући главне интелектуалне карактеристике сваког од њих. Као што се могло очекивати, заговарачи из било ког логора нису увек били добро примљени. Његова контроверзна адолесценција била је забрањена у неким библиотекама због дугог, а понекад и лирског третмана секса. Ипак, књигу су карактерисале и хитне верске рестрикције у понашању. Савременик Хола, Едвард Ли Торндајк га је описао као човека „чије доктрине често нападам, али чијем се генију увек дивим". Када је коментарисао Адолесценцију другом напоменутом психологу, Торндајк је рекао да је Холово ремекдело био „крцат грешкама, мастурбацијом и Исусом. Он је луд човек."
Хол је мастурбацију посматрао као неморални чин и мрљу људског рода који је ометао морални и интелектуални раст. Расправљао је о мастурбацији у односу на мушкарце и није разговарао о женама. Није познато да ли је знао да се овај чин догодио код жена или је Хол веровао да дечаци адолесценти морају проћи кроз оно што је описао као „обраћење". Ово обраћење ослобађа дечаке биолошких грехова које су им пренели њихови преци. Ово преношење греха кроз генерације вођено је Ламарцкијевом еволуцијом. Тврдио је да се претварање одвијало природно као „процветали цвет“. Уместо мастурбације, Хол је на спонтане емисије гледао као на природну и прихватљиву алтернативу присилну ејакулацију. Хол је веровао да је прошао конверзију током своје прве године на колеџу Вилиамс.
Хол је такође сковао техничке речи које описују врсте голицања: книсмесис, или перје попут перја; и гаргалеза, за тврђи тип изазивања смеха.
Хол-ов гласан апетит за учењем и богатим радним навикама, његово инсистирање на изградњи теорије из искуства и склоност повезивању различитих области учења, сами би га учинили сјајном фигуром. Али снага његове личности, његов укус за контроверзу и неуморност ће додати мешавину. Дороти Рос, његова биографкиња, написала је да су из његових изузетних напора настали „формативни импулси прогресивног образовања, дечијег развоја, образовне психологије, клиничке психологије, школске хигијене и менталног тестирања“. Међу његовим многим студентима који су дали значајне доприносе у областима које је стимулисао били су филозоф Џон Дјуи (када је Хол био на Универзитету Џонс Хопкинс) и познати психолози Луис Терман, Хенри Х. Годард и Арнолд Гзел (када је Хол био у Кларку). Својом истакнутошћу и продуктивношћу, Хол је створио захтев за научним проучавањем деце и поље дечије психологије. Хол је најбоље запамћен по свом доприносу психологији, по подршци примењене психологије и по успеху у саветовању многих докторских студената који су дали велики допринос психологији. Хол је такође менторио првом Афроамериканцу који је стекао докторат у психологији, Франсис Самнер 1920.
Хол је у компанији Кембриџ наведен као атеиста.

## Еугенични прикази
Хол је у многим својим радовима изразио отворено еугеничке погледе. У бројним америчким еугеним организацијама био је наведен као њен вођа. Еугеничке вести (1916—1922) прославиле су развој нове америчке еугеничке научне организације наглашавајући да је она укључена у следећу најаву о „новим активним члановима Удружења за истраживање еугенике Карл Брајам, Психолошка лабораторија, Принстон, Стенли Хол, Кларк Универзитет, Карл Емил Сеасхор, СУНИ, Луис Терман, Универзитет Станфорд, Калифорнија, Џон Вотсон, Џонс Хопкинс"(стр. 53). Иако је Хол заслужан што је у САД довео угледне психоаналитичке научнике, укључујући Зигмунда Фројда и Карла Јунга, Хол је у својим списима изразио отворена антипсихоаналитичка стајалишта која су наглашавала његове еугеничке посвећености. На пример, у првом броју Часописа за примењену психологију, чији је уредник Стенли Г. Хол (1917), његов уводни чланак прогласио је да америчка психологија мора „извући било какву поуку из садашњег рата, у коме је велика нордијска раса која прихвата доминантне елементе свих ратоборних народа извршава самоубиство“(стр. 9). Према Хол-у, најважнија од ових лекција била је за америчку психологију да се бори против „револуционарних концепција Фројда да је нормално да човек понекад пада натраг и силази еволуцијском лествицом“ (стр. 12). Хол је у своја дела укључио отворене антисемитске изјаве, попут своје књиге „О аспектима немачке културе“ у којој је говорио о наводном уништавању западне цивилизације од стране „силовитих Јевреја“. У складу са типичним антисемитским стереотипима које су промовисали евгеничисти, попут Чарлса Девенпорта, Хол је приметио да је психоаналитички фокус на „секс“ поред „брзог раста овог пронађеног изван круга стручњака академских експерименталних психолога“ начинио психоанализу и „број ученика који су излазили као облик „култа“ (стр. 412). Штавише, Хол је изјавио да је „фројдовска теорија терапије погрешна" (стр. 12), дајући упозоравајући пример како се поједине културно неприхватљиве сексуалне жеље и понашања могу оправдати психоаналитичким интерпретацијама, а не „излеченима врло скромношћу" заснована на културним или верским нормама (стр. 13). Као што је напоменуто у овом чланку, Хол је промовисао хетеронормативне хришћанске моралне погледе на сексуалност који су омаловажавали сва различита сексуална искуства као аморална, укључујући мастурбацију, истополну сексуалност, секс ван брака и тако даље. Хол је тврдио да ће психоаналитички третман „уништити“ овај религијски „морал“ током процеса анализе (стр. 13). У својој књизи Исус Христос, у светлу психологије Хол је отворено похвалио еугенику и расправљао о томе да је присуство наводно еволуционо неподобних људи (тј. сиромашних, расних мањина, имиграната) служило сврси подучавања еволуционо способних људи ( тј. нордијски богати белци) врлине бриге за ниже класе. Остали отворени еугенички списи Хол укључују његов чланак из 1903. под насловом Терет белог човека насупрот аутохтоном развоју нижих раса у часопису Образовање. Већина америчких еугеничних организација навела је Хола као свог вођу (нпр. Америчко еугенично друштво, Америчка организација за еугена истраживања). Његови студенти су укључивали многе угледне еугенике, укључујући Хенриа Х. Годарда, Роберта Јеркса, Луиса Термана и многе друге.

## Књижевне активности
Важан допринос образовној литератури и водећи ауторитет у тој области, основао је и био уредник Америчког часописа за психологију. Поред тога, уређивао је Педагошко семениште (после 1892), Амерички часопис за религиозну психологију и образовање (после 1904) и часопис за развој расе (после 1910). Хол је од студентских дана до његове смрти био заинтересован за филозофију, психологију, образовање и религију у сваком њиховом аспекту који није укључивао детаљно експериментисање, замршено квантитативно третирање резултата или строгост и суптилност анализе. Међутим, постојао је редослед истицања, године од '80 до '90 су посвећене проблемима опште психологије и образовања, а оне од 1890 до 1905 посебно су посвећене конкретним детаљима људског живота, нарочито животу деце и адолесценти и они из 1905. о томе што су више посвећени широко распрострањеним проблемима човековог емоционалног, етичког и религиозног живота.

## Холов рад примењен је данас
Хол је допринео великој мери у разумевању развоја адолесцената, од којих неки важе и данас. Приметио је да мушкарци имају тенденцију пораста осећаја тражења и агресије током адолесценције. Такође, приметио је пораст стопе криминала током адолесцентских година. Ово повећање стопе криминала примећено је и код адолесцената данас. Министарство правде Сједињених Држава објавило је статистику о кривичним делима између 1990. и 2010. Статистика показује пораст кривичних дела као што су продаја дрога, убиства, крађе, напади, провале итд. за оне од 10 до 18 година, посебно мушкарци. Хол је приметио да у погледу агресије постоје две врсте; релативна агресија и физичка агресија. Релативна агресија односи се на трачеве, ширење гласина и искљученост других. Хол је приметио да се релативна агресија чешће јавља код жена док се физичка агресија чешће јавља код мушкараца.
Велики део трага који је Хол оставио за собом је од ширења психологије као поља у Сједињеним Државама. Учинио је много посла како би психологију довео у Сједињене Државе као легитиман облик студирања и науке. Започео је први часопис посвећен само психологији у Сједињеним Америчким Државама, а назван је Амерички часопис за психологију. Био је и први председник Америчког удружења психолога. Сав посао који је Хол урадио на пољу психологије у Сједињеним Америчким Државама омогућио је да сви остали психолози прате његове кораке и постану психолози у Сједињеним Државама. Без напора Хола, могло би проћи још много година да психологија постане поље у Сједињеним Државама.

## Публикације
- . Boston, J. R. Osgood and Company. 1881 https://archive.org/details/aspectsgermancu01hallgoog |url= захтева наслов (помоћ).. (1881)
- . 1886 https://archive.org/details/hintstowardselec00halliala |url= захтева наслов (помоћ).. (1886)
- . New York and Chicago, E. L., Kellogg & co. 1893 https://archive.org/details/contentsofchildr00hall |url= захтева наслов (помоћ).. (1893)
- Надгледао је студијe о необичној и изузетној деци, професора педагогије на Универзитету Кларк (1896)
- . 1897 https://archive.org/details/StudyOfDolls |url= захтева наслов (помоћ).. (1897)
- . 1900 https://archive.org/details/confessionsofpsy00halliala |url= захтева наслов (помоћ).
- G. Stanley Hall (1903). „The white man's burden versus indigenous development of the lower races”. The Journal of Education. 58 (4): 83. doi:10.1177/002205740305800415.
- Младост Adolescence : its psychology and its relations to physiology, anthropology, sociology, sex, crime, religion and education. 1. 1907..
- Adolescence : its psychology and its relations to physiology, anthropology, sociology, sex, crime, religion and education. 2. 1907.
- Авет и телепатија (1908)
- . 1907 https://archive.org/details/youthitseducatio00hall |url= захтева наслов (помоћ).. (1909)
- Studies in spiritism. 1910.. од Ејми Танер (1910)
- Образовни проблеми (Educational problems. 1. 1911.. Educational problems. 2. 1911.
- Hall, G. Stanley (1917). „Practical relations between psychology and the war”. Journal of Applied Psychology. 1: 9—16. doi:10.1037/h0070238.
- Исус, Христ, у светлу психологије (Jesus, the Christ, in the light of psychology. Garden City, N.Y., Doubleday, Page & company. 1917.. Jesus, the Christ, in the light of psychology. 2. Garden City, N.Y., Doubleday, Page & company. 1917.
- . 1912 https://archive.org/details/foundersofmodern00hall |url= захтева наслов (помоћ).. (1912)
- . 1920 https://archive.org/details/moralesupremesta00halliala |url= захтева наслов (помоћ).. (1920)
- . New York, P. Appleton. 1921 https://archive.org/details/aspectsofchildli00halluoft |url= захтева наслов (помоћ).. (1921)
- . 1922 https://archive.org/details/senescencelastha00halliala |url= захтева наслов (помоћ).. (1922)